# 개성 현화사 칠층석탑
현화사 칠층석탑(玄化寺七層石塔)은 북한 국보급 문화재 제41호로, 개성시 방직동에 위치한다. 본래 개성시 장풍군 영추산 남쪽 기슭의 현화사에 있던 탑이다. 현화사는 고려 현종 2년(1011)에 창간되었는데, 어려서 고아로 자란 현종이 장성하여 왕이 된 후, 부모의 명복을 빌기 위해 지은 절이다. 절의 사적을 새긴 현화사비에 의하면 현화사탑은 1020년에 세워졌다고 한다.
탑은 높이 8.64m로, 규모가 크면서도 균형이 잡히고 세부조각이 섬세하고 아름답다. 이 탑은 차례줄임이 적고 높이 솟은 점, 처마선의 휨이 심한 점에서 고려시대 석탑의 특징을 잘 나타내고 있다.